# Les pêcheurs de perles
Les pêcheurs de perles (De parelvissers) is een opera in drie bedrijven van Georges Bizet uit 1863, geschreven te Parijs, op een libretto van Eugène Cormon en Michael Carré. De première vond plaats op 30 september 1863 in het Théâtre Lyrique te Parijs. 
Au fond du temple saint is een duet uit deze opera dat door menige operazanger is vertolkt.
Bizets uitgever publiceerde slechts versies voor zang en piano. De originele partituur van het werk is verdwenen, maar in de jaren 1990 is Bizets directiepartituur uit 1863 teruggevonden, zodat het werk min of meer in originele vorm te reconstrueren bleek.

## Historische achtergrond
Na 200 jaar kwam in de 19de eeuw de kolonisatie opnieuw op, wat gepaard ging met een groeiend exotisme. Een van de trends van die eeuw was dus de passie voor verre en vergeten culturen. Georges Bizet componeerde de opera in de jaren zestig van de 19de eeuw en het is dus geen toeval dat het verhaal zich afspeelt in Ceylon, het tegenwoordige Sri Lanka.
De tweede helft van de 19de eeuw was in Frankrijk de tijd waarin de industriële revolutie tot volle bloei kwam en een gegoede burgerklasse voortbracht. Deze zocht vertier in de opera, waardoor de latere 19de eeuw een hoogtij was voor operacomponisten. Bizet was een man van zijn tijd en ging mee met de trends.

## Rolverdeling
| Rol                                                              | Zangtype | Cast bij de première 30 september 1863 (Dir. Adolphe Deloffre) |
| ---------------------------------------------------------------- | -------- | -------------------------------------------------------------- |
| Leïla, priesteres van Brahma                                     | sopraan  | Léontine de Maësen                                             |
| Nadir, een visser                                                | tenor    | François Morini                                                |
| Zurga, hoofd van de vissers                                      | bariton  | Ismaël                                                         |
| Nourabad, hogepriester van Brahma                                | bas      | Prosper Guyot                                                  |
| Koor van vissers, maagden, priesters en priesteressen van Brahma |          |                                                                |

## Synopsis
In verband met hun vriendschap beloofden Nadir en Zurga elkaar om afstand te doen van de liefde, aangezien ze ooit op dezelfde vrouw verliefd werden. Als deze vrouw, nu tot kuise priesteres gewijd, zich met Nadir in liefde verenigt, triomfeert de vriendschap ondanks alles. Zurga redt de beide geliefden van de dood, met zijn eigen ondergang als resultaat. 

### Eerste bedrijf
Een groep parelvissers verzamelt zich langs het strand. Met zang en dans bezweren de parelvissers de zegen van de goden voor hun gevaarlijke werk. Zij kiezen Zurga tot hun hoofd. Tijdens hun viering keert Nadir, een van de vissers, terug na een jaar doorgebracht te hebben in het woud. Zurga haalt Nadir, zijn vroegere vriend, over om in het dorp te blijven. Als ze alleen zijn halen de beide mannen de gebeurtenis op die hen uit elkaar dreef. Ze waren eens verliefd op dezelfde vrouw, maar om hun vriendschap te behouden, zwoeren zij elkander om haar niet het hof te maken. Ze beloven nooit meer hun vriendschap teniet te laten gaan om de liefde van een vrouw.
De vissers keren terug met het nieuws dat er in de omgeving een boot is geland. Zurga legt uit dat een onbekende maagd van een ander eiland is gekozen om voor hen te bidden als ze naar zee gaan, om hen zo te beschermen tegen stormen en om boze geesten af te weren. Een gesluierde vrouw verschijnt, begeleid door de hogepriester, Nourabad. Zurga legt haar haar plichten uit. Haar getrouwe gehoorzaamheid zal beloond worden met de mooiste parel, maar als ze haar geloften breekt, is haar straf de dood. Hoewel ze reageert op het zien van Nadir in de buurt, belooft ze haar zuiverheid te behouden.
Nadir wordt getroffen door de gelijkenis van de onbekende priesteres met Leïla, de vrouw die hij en Zurga hadden gezworen nooit meer te zullen zien. De priesteres beklimt de rots die uitziet op de zee om haar wake beginnen. Terwijl ze bidt, wordt haar sluier even opgeheven en Nadir herkent de priesteres als zijn geliefde, Leïla.
Bij deze aanblik beseft Nadir dat hij zijn eed aan Zurga niet gestand kan doen. Wanneer hij alleen is, bekent hij dat hij lang van Leïla heeft gedroomd en haar hierheen is gevolgd. Leïla's aanbidding van de godin Shiva wordt onderbroken door Nadirs stem, en haar hymne verandert in een liefdesverklaring.

### Tweede bedrijf
Bij de oude tempel herinnert Nourabad Leïla eraan dat als ze trouw blijft aan haar eed, ze niet behoeft te vrezen voor haar veiligheid. Leïla verhaalt een geval toen ze trouw bleef in het aangezicht van de dood. Als meisje heeft ze eens een voortvluchtige een schuilplaats geboden, en hoewel haar leven bedreigd werd, weigerde ze om zijn schuilplaats te onthullen. Hij beloonde haar met de parelketting die ze nog altijd draagt.
Als de priester is vertrokken, is Leïla niet in staat om te slapen, in de wetenschap dat Nadir nabij is. Als hij nadert, waarschuwt ze hem dat als ze samen worden gezien, ze gestraft zullen worden met de dood. Zijn hartstocht overweldigt haar echter, en de twee verlustigen zich in elkander.
Nadir glipt weg, na Leïla beloofd te hebben terug te keren. Kreten worden gehoord. De boze dorpelingen en priesters arresteren Nadir en maken voorbereidingen om zowel hem als de vrouw die bij hem was te offeren. Ze herkennen Leïla, die gesluierd is, niet. Zurga stopt de mannen, zich erop beroepend dat hij als leider degene is die beslist wie gestraft wordt en wanneer. Op zijn nieuwe gezag als leider beveelt hij dat hun levens worden gespaard, en hij fluistert hun in om ogenblikkelijk te vertrekken. Echter, Nourabad trekt Leïla's sluier af en Zurga ontsteekt in woede. Nadir en hij hebben elkander beloofd om af te zien van hun liefde voor deze vrouw; Nadir heeft hem verraden. Hij veroordeelt hen beiden ter dood. Als ze worden weggeleid bidden zowel zij als degenen die hen wegleiden om de hulp van Brahma.

### Derde bedrijf

#### Eerste scène
Zurga betreurt wat hij heeft gedaan. Nadir is al zijn hele leven zijn vriend, en hij heeft hem nu ter dood veroordeeld wegens liefde voor de vrouw van wie hij zelf zo wanhopig houdt. Hoewel Nadir een aan hem gedane gelofte heeft verbroken, wil Zurga de edelste zijn. Leïla komt bij hem, hem smekend Nadir te redden. Ze beweert dat zij Nadir opzocht, en niet andersom. Wanneer Zurga beseft hoeveel ze van Nadir houdt, ontsteekt zijn afgunst.
Nourabad verschijnt om Leïla weg te nemen. Terwijl ze wordt weggeleid, geeft Leïla haar ketting aan een van de dorpelingen, met het verzoek om deze aan haar moeder te geven wanneer ze overlijdt. Zurga ziet de ketting en grist deze weg van de man.

#### Tweede scène
In afwachting van de zonsopgang maken de dorpelingen een brandstapel voor Leïla en Nadir. Als de dorpelingen zingen en dansen in bloeddorstige verwachting, bidt Nadir dat hij Leïla kan redden. Ze wordt binnengebracht door Nourabad en enige fakirs. Leïla en Nadir bereiden zich voor op de dood. Als er een rode gloed verschijnt in de verte, bereidt Leïla zich voor om de vlammen in te stappen. Zurga verschijnt plotseling, schreeuwend dat het dorp in brand staat. Terwijl de dorpelingen in verwarring wegrennen, vertelt Zurga aan Nadir en Leïla dat hij het vuur heeft aangestoken, om hen te bevrijden. Hij had Leïla's ketting herkend, want hij was de vreemdeling die Leïla lang geleden had gered. Zurga is niet meer boos en hij weet dat hij nooit zou kunnen leven met zichzelf als hij de dood zou toestaan van de vrouw die hij liefheeft en van zijn jeugdvriend. De minnaars ontsnappen en Zurga luistert naar hen terwijl zij van hun geluk zingen als ze vertrekken.